# Fork bomba
Fork-bomba (eng. fork bomb,  rabbit virus, wabbit) je oblik napada ukraćivanjem resursa (DoS napad, eng. Denial of Service attack). Pri ovoj vrsti napada jedan se proces neprekidno umnaža radi usporenja rada ili rušenja računala na kojem se izvodi. Nedostatak resursa osim toga može spriječiti normalan rad "legalnih" servisa. Sve se to događa jer su pogođenom računalnom sustavu resursi izgladnjeli. Fork bomba može se dogoditi ne zbog napadača, nego zbog neiskusnog korisnika. Kod običnih korisnika prijavljenih u Linuxovu ljusku (shell), ako se propustilo administrativno postaviti ograničenje odnosno zabranu, onda obični korisnik može povećati tzv. "mekanu" granicu (soft limit) odnosno broj dopuštenih otvorenih datoteka. Ne postoji li granica (hard limit), to znači da je resurse moguće iscrpiti do kraja.
Vrlo stara inačica fork bombe zabilježena je oko 1978. godine. Fork bomba zvana wabbit zabilježena je da se izvela na System/360. Možda je potjecala od sličnog napada zvanog RABBITS o kojemu je izviješćeno 1969. na Burroughs 5500 na Sveučilištu Washingtona.